# اوئه‌سوگی یوشینوری
اوئه‌سوگی یوشینوری (به ژاپنی: 上杉能憲) تولد ۱۳۳۳ - مرگ ۱۴ مه ۱۳۷۸ میلادی - یک سامورایی، شوگو-دایمیو در دوره نانبوکو–چو بود. او پسر اوئه‌سوگی نوری‌آکی بود اما به فرزندخواندگی پسر عموی پدرش اوئه‌تسوگی شیگه‌یوشی درآمد. اوئه‌تسوگی شیگه‌یوشی پس از یک اختلاف سیاسی با برادران کو نو مورونائو و موری یاسو، که ملازم خاندان آشیکاگا بودند، در ۲۸ ژانویه ۱۳۵۰ میلادی ترور شد.
یوشینوری در خدمت آشیکاگا تادایوشی، برادر کوچکتر شوگون آشیکاگا تاکائوجی، اولین شوگون از شوگون‌سالاری موروماچی بود و در جریان آشوب کاننو در سال ۱۳۵۰، به همراه تادایوشی دشمن تاکائوجی شد.

## کشتن کو نو مورونائو
کو نو مورونائو به دلیل سیاست‌های نوآورانه و گسترش سریع قدرت، او با آشیکاگا تادایوشی برادر کوچک‌تر شوگون و رهبر واقعی شوگون سالاری که محافظه‌کار بود درگیر شد. درگیری داخلی خاندان آشیکاگا به آشوب کاننو (۱۳۵۰–۱۳۵۲) گسترش پیدا کرد. او برای مدتی بر آشیکاگا تادایوشی غلبه پیدا کرد، اما در پایان، تادایوشی به سمت دربار جنوبی فرار کرد و قدرت نظامی خود را بازیافت. کو نو مورونائو در نبرد اوچیده‌هاما (دوره نانبوکوچو) (۱۳۵۱) شکست خورد و تسلیم شد. در روز ۲۴ مارس ۱۳۵۱ میلادی، در حالی که اسکورت می‌شد، همراه با برادرش توسط اوئه‌سوگی یوشینوری و دیگران از جناح تادایوشی به قتل رسیدند.